# Barreteros de Barroterán
Los Barreteros de Barroterán es un equipo de béisbol que compite en la Liga del Norte de Coahuila con sede en  Barroterán, Coahuila, México.

## Historia
Los Barreteros de Barroterán hicieron su retorno para la temporada 2018 obteniendo el campeonato al vencer a los Carboneros de Nava en 5 juegos.

## Jugadores

### Roster actual
Por definir.